# Singular: Act I
Singular: Act I — третий студийный альбом американской певицы Сабрины Карпентер, выпущенный 9 ноября 2018 года на лейбле Hollywood Records. Альбом в основном является поп-альбомом с элементами дэнс-попа, его тематика посвящена саморазвитию. На этом альбоме Карпентер впервые выступила соавтором всех композиций. В поддержку альбома Карпентер отправилась в турне Singular в марте 2019 года.
С альбома были выпущены два сингла, которые включали композиции «Almost Love» и «Sue Me»; «Paris» и «Bad Time» были выпущены в качестве промо-синглов. Кроме того, синглы «Why» и «Alien» не были включены в трек-лист альбома, но вместо этого были включены в японское издание альбома. Альбом получил положительные отзывы музыкальных критиков и дебютировал на 103-м месте в американском чарте Billboard 200. Сам альбом является первой половиной проекта, состоящего из двух частей; вторая часть — Singular: Act II — вышла в 2019 году.

## Предыстория и релиз
После коммерческого успеха своего второго студийного альбома Evolution (2016) Карпентер начала работу над следующим альбомом, получившим рабочее название Singular. Во время турне The De-Tour в 2017 году она начала исполнять материалы из будущей пластинки, включая позже вычеркнутую из трек-листа песню «Alone Together» и «Why»; последняя в финальную версию альбома тоже не вошла. 
В марте 2018 года Карпентер выпустила сингл «Alien» в сотрудничестве с британским диджеем Джонасом Блу. Песня заняла первое место в чарте песен танцевальных клубов США. В мае 2018 года Карпентер начала продвижение Singular, выпустив лид-сингл «Almost Love». В июне она представила трейлер альбома, релиз которого был запланирован на зиму 2018 года. Видео, снятое режиссёром Лорен Данн, включало отрывки песен «Sue Me», «Mona Lisa» и «I Can’t Stop Me». В том же месяце Карпентер исполнила «Almost Love» вживую на сцене Wango Tango.
В октябре, во время выступления с «Almost Love» на The Late Late Show с Джеймсом Корденом, Карпентер сорвала часть декораций сцены, открыв фрагмент обложки альбома, и баллончиком с краской нанесла на стену граффити с надписью «11/9», указывая на дату релиза — 9 ноября. В том же месяце она также объявила, что альбом будет разделен на две части, а официальный релиз Act I состоится 9 ноября 2018 года. Компакт-диск был выпущен эксклюзивно для продажи в магазинах Target.

## Композиция

### Жанры и темы
Добро пожаловать в Singular! Шоу вот-вот начнется. Пожалуйста, займите свои места. Это только начало. Я надеюсь, что вы будете слушать. Я надеюсь, что вы будете танцевать. Я надеюсь, что вы полюбите себя такими, какие вы есть. Перед вторым актом будет небольшой антракт. Наслаждайтесь шоу. Каждый говорит сам за себя. Особенно Сабрина.
 — Примечание Карпентер, взятое из буклета альбома.
Singular: Act I — это в первую очередь поп-альбом в стиле дэнс-поп. Содержание текстов было сосредоточено вокруг расширения прав и возможностей, а обозреватель веб-сайта PopCrush Эрика Рассел назвала его введением в «игривую психику Карпентер». На обложке альбома Карпентер была изображена на лестнице «среди хаоса», где «вы чувствуете, что вы действительно единственный, кто существует в толпе».

### Музыка и контент
Альбом открывается песней «Almost Love», который Майк Ниед из Idolator описал как «острый гимн». Песня рассказывает об отношениях, готовых сделать следующий шаг, и содержит «прерывистый свист и барабаны». Писательница Affinity Люси Пэрри назвала это «отличным началом альбома», отметив, что «бридж, возможно, лучшая часть этого трека, поскольку они убирают басовую партию». За этим следует «Paris», который был назван «одой городу любви». Карпентер поёт о том, что ей напомнили, что у неё «уже [есть] любовь в Лос-Анджелесе». Пэрри отметила, что песня может звучать как клише, но скорее работает как противоположность, с Карпентер, использующей свой голос для озвучивания «великолепного гитарного риффа». «Hold Tight» был описан как «звездный медленный джем», и в нём Амир Митчелл-Таунс играет Эмира, одного из коллег Карпентера по фильму Girl Meets World. Песня также была описана как «облегающая и слегка ретро-R&B» песня с тонкими сексуальными отсылками, указывающими на то, что «Карпентер теперь взрослый».
«Sue Me» была написана Карпентер после того, как на неё подали в суд её бывшие музыкальные менеджеры Стэн Рогов и Эллиот Лури за то, что они якобы не заплатили им комиссионные после того, как она уволила их в 2014 году. В интервью Live With Kelly & Ryan Карпентер отметила, что песня о «расширении прав и возможностей», "уверенность: и «чувствовать себя комфортно с самим собой, независимо от того, что кто-то думает». Ниед назвал песню «уверенной в себе мелодией для окончания отношений», добавив, что это «дерзкий поцелуй». За этим следует «Prfct», который был назван неправильно, чтобы отразить несовершенство. В песне говорится о том, что не обязательно, чтобы все в отношениях было идеально, чтобы они работали, и присутствуют «нечеткие граммофонные эффекты» до и после песни.
«Bad Time» — это «управляемый синтезатором […] крутой гимн», который дополняет тему расширения прав и возможностей альбома. В песне говорится, что Карпентер «выбирает, когда хочет с кем-то взаимодействовать». «Mona Lisa», названная в честь знаменитой одноимённой картины, была описана как «соблазнительная» и содержала «кокетливые и креативные линии». Карпентер поет о том, что не хочет, чтобы его оставили «висеть, как Мону Лизу». Альбом завершается песней «Diamonds Are Forever»., завершая «альбом самым вдохновляющим из возможных способов». Карпентер была описана как «парящая дива» и поет о том, что знает свою самооценку и никогда не недооценивает себя. The Line of Best Fit назвали песню «театральным бельтером» и сравнили её с песней Арианы Гранде «Опасная женщина».
Синглы «Why» и «Alien» были включены в японское издание альбома вместе с несколькими ремиксами.

## Критический прием
После выхода Singular: Act I получил признание критиков. Майк Ниед из Idolator написал в своей рецензии, что альбом представляет собой «сборник из восьми треков, битком набитый бопом за бопом». Он назвал альбом «изобилующим потенциальными хитами» и «еще одной почти идеальной работой одной из самых ярких молодых звезд индустрии». Он добавил, что с этим альбомом Карпентер «по-настоящему заслужила свой статус одной из самых последовательных поп-исполнительниц».
Автор Line of Best Fit Джулиан Болдсинг оценил альбом на 7,5 баллов из 10, заявив, что «это, безусловно, немалый триумф, что Singular: Act I так прочно стоит сам по себе, и его создание знаменует собой захватывающий новый этап в становлении артистки по-настоящему самостоятельной». Он добавил, что «Карпентер всегда демонстрировала талант к созданию и кураторству сильных поп-релизов» и что альбом «показывает, как она ещё больше оттачивает эти навыки, в результате чего получается её самый напряженный и отточенный проект на сегодняшний день».
Люси Пэрри из Affinity назвала альбом «поп-шедевром», а его продюсирование «изысканным», также похвалив использование более зрелых тем по сравнению с её предыдущими работами. Автор Earmilk Лариша Пол дала альбому 9 звезд, отметив, что Карпентер продемонстрировала свою «универсальность в мириадах звуковых ландшафтов». Она высоко оценила вокал Карпентер, добавив, что «ее бесспорное динамичное вокальное исполнение, которое остается неизменным в каждом треке, — это то, что отличает её от остальных». Она добавила, что альбом «представляет певицу в пространстве, оборудованном для демонстрации её таланта и привлекательности как поп-исполнительницы», отметив, что он «демонстрирует огромные перспективы для будущего её дискографии, поскольку она продолжает укреплять свое место в качестве одной из лучших новых исполнительниц в следующем поколении музыкантов».

## Продвижение
В марте 2019 года Карпентер отправилась в тур Singular, который начался в Орландо, штат Флорида, 2 марта 2019 года.

### Синглы и музыкальные клипы
«Almost Love» была выпущена в качестве ведущего сингла альбома 6 июня 2018 года вместе с официальным анонсом Карпентер об альбоме, который вышел неделей ранее. Песня возглавила чарт Dance Club Songs, став второй песней Карпентер, сделавшей это. Песня также достигла 21-го места в американском чарте Mainstream Top 40. Музыкальное видео также было выпущено на Vevo и YouTube 13 июля 2018 года. Она продвигала песню живыми выступлениями на Wango Tango, Good Morning America и The Late Late Show с Джеймсом Корденом.
«Sue Me» была выпущена в качестве второго сингла с альбома 8 января 2019 года. 16 ноября 2018 года на него было снято музыкальное видео. Карпентер продвигала сингл живыми выступлениями на The Today Show и Live with Kelly and Ryan. Песня также достигла первого места в чарте песен Dance Club Songs, что сделало её третьим номером Карпентер в чарте.
«Paris» и «Bad Time» были выпущены в качестве промо-синглов 24 октября 2018 года и 2 ноября 2018 года соответственно. Для первого было выпущено музыкальное видео , снятое режиссёром Джаспером Кейбл-Александером в Париже, Франция. Для «Bad Time» был выпущен визуализатор.

## Коммерческие показатели
Singular: Act I дебютировал на 103-м месте в американском чарте Billboard 200 и на 38-м в американском чарте продаж лучших альбомов. Альбом также достиг 48-го места в Великобритании и 20-го в Австралии. Синглы с альбома хорошо зарекомендовали себя в чартах: «Almost Love» и «Sue Me» достигли первого места в чарте песен танцевальных клубов США и 21 и 31, соответственно, в чарте поп-песен США.

## Трек-лист
| №   | Название                                         | Автор(ы)                                                                                             | Длительность |
| --- | ------------------------------------------------ | --- | ------------ |
| 1.  | «Almost Love»                                    | Сабрина Карпентер, Стеф Джонс, Нейт Кампани, Миккель Эриксен                                         | 3:32         |
| 2.  | «Paris»                                          | Карпентер, Бретт Маклафлин, Джейсон Эвиган                                                           | 3:38         |
| 3.  | «Hold Tight (с участием Ухмеера)»                | Карпентер, Майк Сабат, Маклафлин                                                                     | 2:55         |
| 4.  | «Sue Me»                                         | Карпентер, Уоррен "Оук" Фелдер, Джонс, Тревор Браун, Уильям Заир Симмонс                             | 2:59         |
| 5.  | «prfct»                                          | Карпентер, Роб Персо, Дженна Эндрюс                                                                  | 2:46         |
| 6.  | «Bad Time»                                       | Оскар Геррес, Карпентер, Джулия Карлссон                                                             | 3:04         |
| 7.  | «Mona Lisa»                                      | Джеймс Абрахарт, Карпентер, Company, Джордан Джонсон, Стефан Джонсон, Маркус Ломакс, Оливер Петергоф | 2:18         |
| 8.  | «Diamonds Are Forever»                           | Йохан Карлссон, Росс Голан, Даллас Дэвидсон, Карпентер                                               | 3:49         |
| 9.  | «Alien (с Джонасом Блу)»                         | Карпентер, Джейни Беннетт, Джонас Блу                                                                | 2:55         |
| 10. | «"Almost Love" (микс Stargate warehouse)»        | Карпентер, Кэмпани Джонса, Эриксен                                                                   | 3:20         |
| 11. | «Sue Me (ремикс KC Lights)»                      | Карпентер, Фелдер, Джонс, Браун, Симмонс                                                             | 3:22         |
| 12. | «Alien (совместно с Джонасом Блю – ремикс M-22)» | Карпентер, Беннетт, Блю                                                                              | 3:25         |
| 13. | «Why»                                            | Карпентер, Джонас Джеберг, Маклафлин                                                                 | 2:51         |

## Кредиты и персонал
Credits adapted from the liner notes of Singular: Act I.

### Записан, сконструирован, сведен и мастерингирован в
- Венис, Калифорния (Звездный дом)
- Тарзана, Калифорния (Чумба Медоуз)
- Западный Голливуд, Калифорния (студия Nation)
- Лос-Анджелес, Калифорния (SuCasa Recording, Roxstone Studios, M&S Studios, Sonic Element Studio)
- Стокгольм, Швеция (студия Wolf Cousins Studios)
- Бербанк, Калифорния (Resonate Studios)
- Нэшвилл, Теннесси (Sienna Studios)
- Сидней (студия Hercules St. Studio)
- Вирджиния-Бич, Вирджиния (MixStar Studios)
- Нью-Йорк (Стерлинг-Саунд)

### Вокал
- «Downtown» Тревор Браун — бэк-вокал (4)
- Йохан Карлссон — бэк-вокал (8)
- Сабрина Карпентер — вокал (все треки), бэк-вокал (6, 8)
- Уоррен «Оук» Фелдер — бэк-вокал (4)
- Росс Голан — бэк-вокал (8)
- Оскар Геррес — бэк-вокал (6)
- Джулия Карлссон — бэк-вокал (6)
- Заир Коало — бэк-вокал (4)
- Роб Персо — бэк-вокал (5)
- Uhmeer — вокал (3)

### Производство
- Тим Блэксмит — исполнительный продюсер (1)
- «Центр города» Тревора Брауна — совместное производство (4)
- Йохан Карлссон — продюсирование, вокал (8)
- Дэнни Ди — исполнительный продюсер (1)
- Джейсон Эвиган — продюсирование, вокал (2)
- Уоррен «Оук» Фелдер — производство (4)
- Грег «Джи ГОЛТ» Голтерман — координатор производства (7)
- Оскар Геррес — продюсирование, вокал (6)
- Кристиан «Джи Джей» Джонсон — координатор производства (7)
- Заир Коало — совместное производство (4)
- Джереми «JBOOGS» Левин — координатор производства (7)
- Бретт Маклафлин — вокальная постановка (2)
- The Monsters and the Strangerz — постановка (7)
- Роб Персо — продюсирование (5)
- Оливер «Герман» Петергоф — постановка (7)
- Майк Сабат — продюсирование (3)
- Дэвид «DSLIB» Зильберштейн — координатор производства (7)
- Звездные врата — производство (1)
- Джиан Стоун — вокальная постановка (2)